# Метод (программирование)
Ме́тод в объектно-ориентированном программировании — это функция или процедура, принадлежащая какому-то классу или объекту.
Как и процедура в процедурном программировании, метод состоит из некоторого количества операторов для выполнения какого-то действия и имеет набор входных аргументов.
Различают простые методы и статические методы (методы класса):
- простые методы имеют доступ к данным объекта (конкретного экземпляра данного класса),
- статические методы не имеют доступа к данным объекта, и для их использования не нужно создавать экземпляры (данного класса).

Методы предоставляют интерфейс, при помощи которого осуществляется доступ к данным объекта некоторого класса, тем самым, обеспечивая инкапсуляцию данных.
В зависимости от того, какой уровень доступа предоставляет тот или иной метод, выделяют:
- открытый (public) интерфейс — общий интерфейс для всех пользователей данного класса;
- защищённый (protected) интерфейс — внутренний интерфейс для всех наследников данного класса;
- закрытый (private) интерфейс — интерфейс, доступный только изнутри данного класса.

Такое разделение интерфейсов позволяет сохранять неизменным открытый интерфейс, но изменять внутреннюю реализацию.

## Конструкторы
Конструктор — это метод, вызываемый в начале жизненного цикла объекта для создания и инициализации объекта. Конструкторы могут иметь параметры, но обычно не возвращают значения в большинстве языков. См. следующий пример на Java:
```
public
 
class
 
Main
 
{

    
String
 
_name
;

    
int
 
_roll
;

    
Main
(
String
 
name
,
 
int
 
roll
)
 
{
 
// метод конструктора

        
this
.
_name
 
=
 
name
;

        
this
.
_roll
 
=
 
roll
;

    
}

}

```

## Абстрактные методы
Абстрактный метод имеет только сигнатуру и не имеет тела реализации. Он часто используется, чтобы указать, что подкласс должен обеспечить реализацию метода. Абстрактные методы используются для указания интерфейсов в некоторых языках программирования.

### Пример
Следующий код Java показывает абстрактный класс, который необходимо расширить:
```
abstract
 
class
 
Shape
 
{

    
abstract
 
int
 
area
(
int
 
h
,
 
int
 
w
);
 
// сигнатура абстрактного метода

}

```

Следующий подкласс расширяет основной класс:
```
public
 
class
 
Rectangle
 
extends
 
Shape
 
{

    
@Override

    
int
 
area
(
int
 
h
,
 
int
 
w
)
 
{

        
return
 
h
 
*
 
w
;

    
}

}

```

### Реабстракция
Если подкласс обеспечивает реализацию абстрактного метода, другой подкласс может снова сделать его абстрактным. Это называется реабстракцией.
На практике это используется редко.

#### Пример
В C#, виртуальный метод можно переопределить абстрактным методом. (Это также относится к Java, где все незащищенные методы являются виртуальными.)
```
class
 
IA

{

    
public
 
virtual
 
void
 
M
()
 
{
 
}

}

abstract
 
class
 
IB
 
:
 
IA

{

    
public
 
override
 
abstract
 
void
 
M
();
 
// разрешено

}

```

Методы интерфейсов по умолчанию также могут быть реабстрагированы, требуя подклассов для их реализации. (Это также относится к Java.)
```
interface
 
IA

{

    
void
 
M
()
 
{
 
}

}

interface
 
IB
 
:
 
IA

{

    
abstract
 
void
 
IA
.
M
();

}

class
 
C
 
:
 
IB
 
{
 
}
 
// ошибка: класс 'C' не реализует 'IA.M'.

```